# The Two Brothers
The Two Brothers é um filme mudo norte-americano de 1910 em curta-metragem, do gênero western, dirigido por D. W. Griffith com roteiro de Eleanor Hicks.

## Elenco
- Arthur V. Johnson ... Jose
- Dell Henderson ... Manuel
- Kate Bruce ... A mãe
- Marion Leonard ... Red Rose
- Charles West ... Um pretendente / Um Mexicano
- Henry B. Walthall ... Pedro
- W. Chrystie Miller ... Priest
- Art Acord
- Linda Arvidson ... Mexicana
- Florence Barker ... Mexicana
- Gertrude Claire ... Mexicano
- Hoot Gibson
- George Nichols
- Anthony O'Sullivan ... Mexicano
- Alfred Paget ... Mexicano
- Mary Pickford ... Mexicano
- Billy Quirk ... Mexicano
- Mack Sennett
- Dorothy West